# Skylab 4
Skylab 4 eller SL-4 var den tredje og sidste flyvning til den amerikanske rumstation Skylab. Ved opsendelsen blev der anvendt en Saturn IB-raket.
Oprindeligt skulle den tredje mission have heddet Skylab 3, men da NASA's ledelse valgte at den ubemandede opsendelse af Skylab-rumstationen skulle betegnes Skylab 1, blev missionsnumrene rykket. På det tidspunkt var missionsemblemerne designet, derfor havde Skylab 4-besætningen Skylab 3-mærker på. Tretallet er integreret i emblemet, og kunne ikke umiddelbart erstattes af et firtal.  
Oversat fra svensk Wikipedia.